# جميل المجدلاوي
جميل محمد إسماعيل المجدلاوي هو عضو بارز في الجبهة الشعبية لتحرير فلسطين وعضو في المجلس التشريعي الفلسطيني.
هو أحد ممثلي الجبهة الشعبية في منظمة التحرير الفلسطينية ورئيس مكتبها السياسي في غزة. كان أحد النواب الثلاثة المنتخبين للمجلس التشريعي في عام 2006.